# Troïlite
La troïlite, de formule FeS, a été découverte en 1863 et son nom provient de Domenico Troili. Elle est présente dans les météorites.
Elle cristallise dans un réseau hexagonal et les paramètres de la maille sont a = 5,96 Å et c = 11,76 Å.